# António Abelli
 António Abelli  
Nasceu em 1527 e faleceu em 1600. Foi um conhecido Dominicano natural de França e confessor de Catarina de Medicis.